# Einar Wallquist
Einar Wallquist, ofta kallad Lappmarksdoktorn, född 5 januari 1896 i Steneby församling, Älvsborgs län,  Dalsland, död 21 december 1985 i Arjeplog, Norrbottens län, var en svensk provinsialläkare som blev känd som författare, museiman, tecknare och målare.

## Biografi

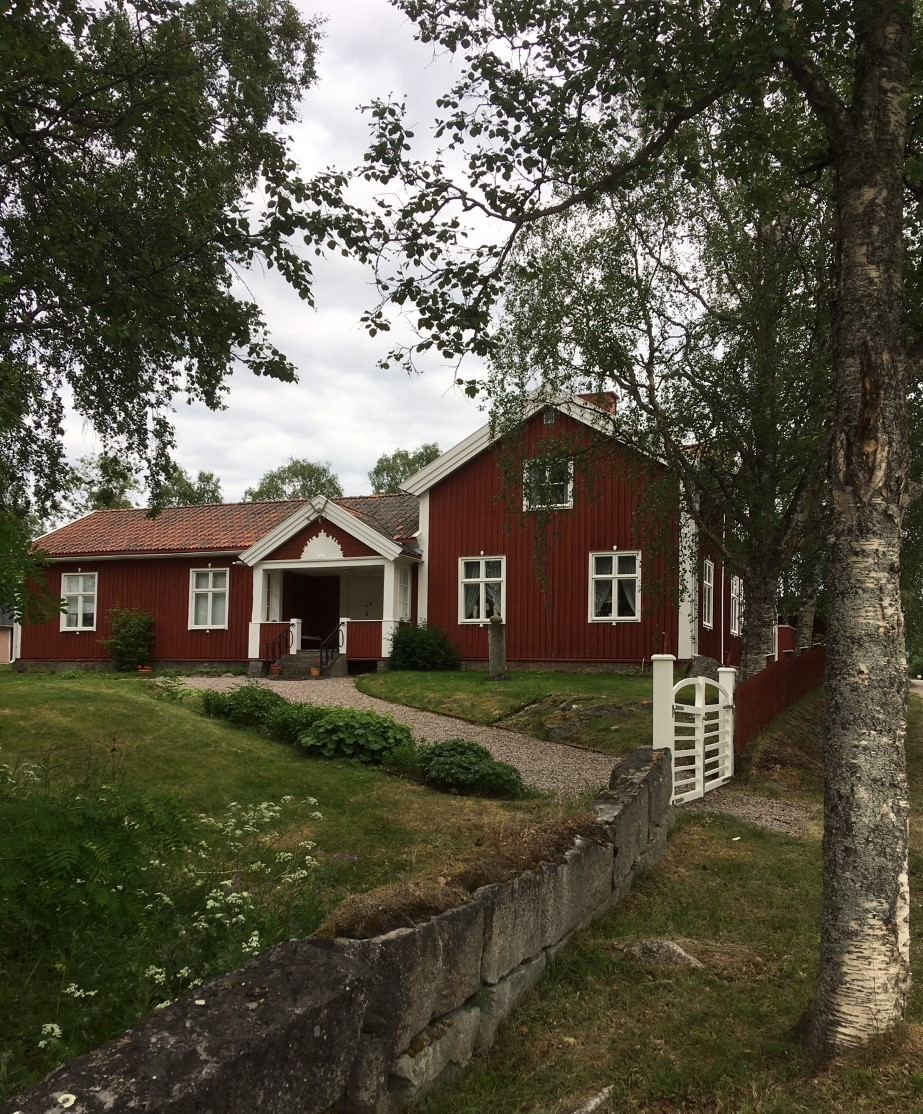
Doktorsgården juni 2020.

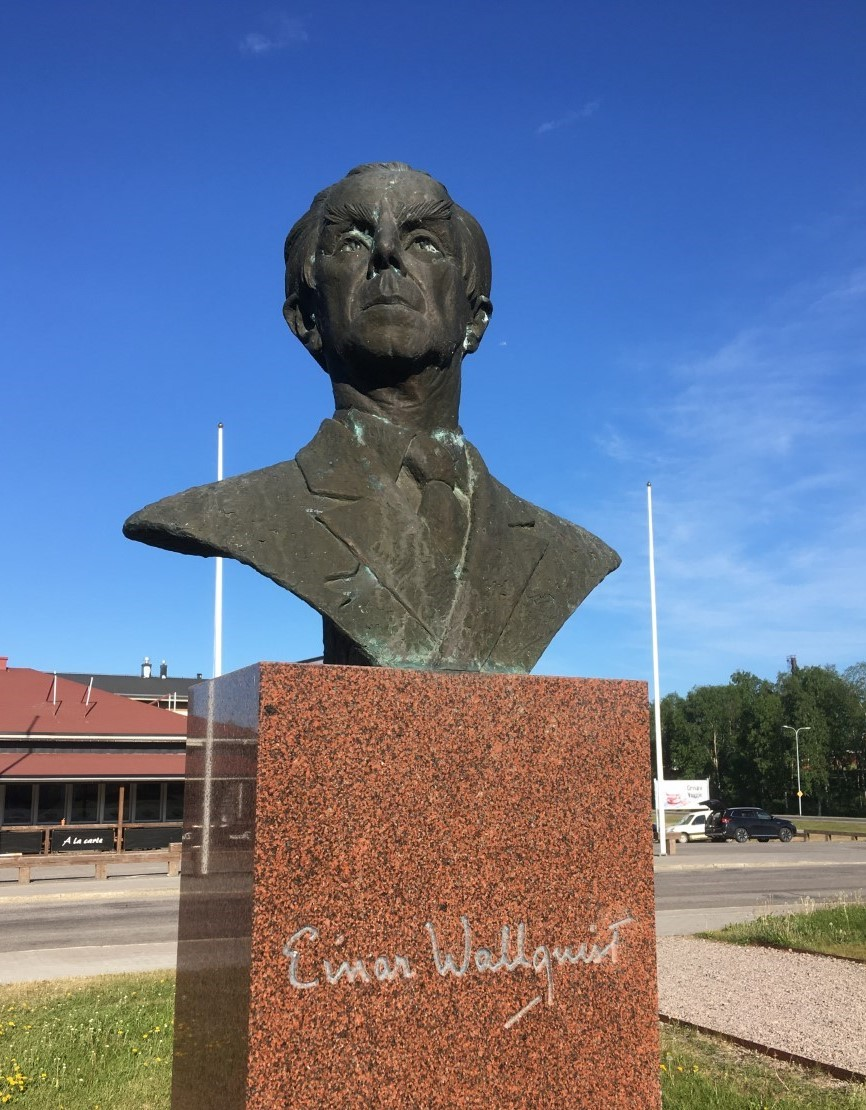
Byst vid Silvermuseet.

Han var son till disponenten Carl-Edvard Wallquist och Amalia Hildegard Johansson och växte upp på Långeds bruk. En bror var Gunnar Wallquist, sedermera professor vid Kungliga Tekniska högskolan. Efter studentexamen i Västerås 1913 utbildade han sig till läkare vid Karolinska institutet och blev medicine kandidat 1916 samt medicine licentiat 1922.
Han tillträdde tjänsten som provinsialläkare i Arjeplogs kommun 26 år gammal 1922 och verkade där fram till sin pensionering 1962. Från 1925 var han också läkare vid Arjeplogs sjukstuga och epidemisjukhus samt från 1930 vid Hemmet för kroniskt sjuka. Efter 40 år som läkare i Arjeplog pensionerades han 1962.
Wallquist skrev ett tjugotal böcker, varav flera har översatts och utgetts i nyutgåvor. Debutboken Kan doktorn komma? publicerades 1935 och följdes av en lång rad böcker där han med stor förståelse och inlevelse skildrar självbiografiska och verklighetstrogna inslag från folklivet i omgivningen under 1900-talets första hälft. Efter en av sina böcker blev Wallquist ofta kallad Lappmarksdoktorn i pressen. Boken Kan doktorn komma? blev filmatiserad av Rolf Husberg 1942. Wallquist skrev även en läkarbok för hemmen.
Redan i sin första bok illustrerade han berättelserna med teckningar i svartvitt, och omkring 1950 började han även utföra akvareller till sina böcker. Han studerade teckning en kortare tid vid Berggrens målarskola i Stockholm 1925. Hans teckningar är oftast ömsinta, med realistiska porträtt eller situationsbilder med omsorgsfullt tecknade skugg- och dagsljuspartier. Separat ställde han ut i Falkenberg, Luleå och på Prins Eugens Waldemarsudde. Han medverkade i utställningen Same rita, som visades i Vilhelmina 1966. Han arbetade huvudsakligen med blyerts eller fetkrita och på senare år i gouache eller akvarell. Wallquist är representerad vid bland annat Moderna museet.
Genom sin hängivna och oförtrutna verksamhet fick han i hög grad befolkningen i omgivningens förtroende. Eftersom han var mycket intresserad av den samiska kulturen och nybyggarkulturen kunde han med sitt rykte och förtroende från befolkningen samla in äldre föremål från den trakt där han verkade. 
År 1965, tre år efter pensioneringen, invigdes hans skapelse Silvermuseet i Arjeplog. Wallquist var verksam som museiman fram till sin död nästan 90 år gammal i december 1985. Sedan 1995 har även Wallquists hem, Doktorsgården, varit öppet varje sommar för guidade visningar.
Wallquist utnämndes 1946 till riddare av första klassen av Sankt Olavs Orden "for særlig fremragende fortjenester av Norges sak under krigen".
Han var ogift och adopterade två barn från orten: 1926 sonen Alrik Wallquist och 1936 dottern Stina Wallquist.